# Gohi Bi Zoro Cyriac
Gohi Bi Zoro Cyriac (Daloa, 5 augustus 1990) is een Ivoriaans voetballer met een Belgisch paspoort. Hij staat onder contract bij het Turkse Sivasspor.

## Carrière

### ASEC Mimosas
Cyriac begon in zijn geboorteland bij de jeugd van ASEC Mimosas. Omdat de Ivoriaanse club een samenwerkingsverband heeft met Charlton Athletic, tekende hij in 2007 een contract bij de Engelse club. Dat verhuurde hem meteen aan zijn ex-club. In zijn eerste seizoen op het hoogste niveau werd Cyriac meteen een titularis. Hij scoorde 22 keer in 29 wedstrijden en werd topschutter in de Première Division. ASEC sloot het seizoen bovendien af als vicekampioen.

### Standard Luik
Begin 2009 liet Charlton Athletic Cyriac naar Standard Luik vertrekken. Daar kwam hij aanvankelijk niet veel aan spelen toe. De club pakte dat seizoen een tweede landstitel op rij. Op 24 november 2009 maakte hij tegen Arsenal zijn debuut in de Champions League. Enkele maanden raakte hij zwaar geblesseerd aan de lies. Na een operatie en lange herstelperiode keerde Cyriac terug in het eerste elftal. Hij vormde vanaf dan een succesvol spitsenduo met Mohammed Tchité, maar raakte in januari 2011 geblesseerd aan de knie.
In het seizoen 2011/12 was Cyriac een van de uitblinkers bij Standard, tot in april 2012 een nieuwe knieblessure roet in het eten gooide. Na het seizoen werd hij genomineerd voor de Ebbenhouten Schoen.

### RSC Anderlecht
Op 2 juli 2012 tekende Cyriac een contract bij RSC Anderlecht. De Brusselaars betaalden zo'n €2 miljoen voor de Ivoriaan. Wegens een blessure speelde hij de eerste helft van het seizoen 2012-2013 geen minuut.

### KV Oostende
In de zomer van 2015 trok Cyriac richting KV Oostende, waar hij een contract tekende tot medio 2019.

## Statistieken
| Seizoen | Club                 | Land      | Competitie          | Wed. | Goals |
| ------- | -------------------- | --------- | ------------------- | ---- | ----- |
| 2007/08 | Charlton Athletic FC | Engeland  | Football League One | 0    | 0     |
| 2007/08 | → ASEC Mimosas       | Ivoorkust | Première Division   | 29   | 22    |
| 2008/09 | Standard Luik        | België    | Jupiler Pro League  | 1    | 0     |
| 2009/10 | Standard Luik        | België    | Jupiler Pro League  | 7    | 2     |
| 2010/11 | Standard Luik        | België    | Jupiler Pro League  | 18   | 8     |
| 2011/12 | Standard Luik        | België    | Jupiler Pro League  | 21   | 6     |
| 2012/13 | RSC Anderlecht       | België    | Jupiler Pro League  | 2    | 0     |
| 2013/14 | RSC Anderlecht       | België    | Jupiler Pro League  | 27   | 4     |
| 2014/15 | RSC Anderlecht       | België    | Jupiler Pro League  | 18   | 5     |
| 2015/16 | KV Oostende          | België    | Jupiler Pro League  | 33   | 14    |
| 2016/17 | KV Oostende          | België    | Jupiler Pro League  | 21   | 4     |
| 2016/17 | → Fulham FC          | Engeland  | The Championship    | 10   | 1     |
| 2017/18 | KV Oostende          | België    | Jupiler Pro League  | 3    | 0     |
| 2017/18 | Sivasspor            | Turkije   | Süper Lig           | 19   | 2     |
| 2018/19 | Sivasspor            | Turkije   | Süper Lig           | 6    | 0     |
| 2018/19 | → Giresunspor        | Turkije   | 1. Lig              | 0    | 0     |
| Totaal  | Totaal               | Totaal    | Totaal              | 209  | 64    |

## Palmares
| Nationaal                           |    |                        |
| Belgisch kampioen                   | 3x | 2009, 2013, 2014       |
| Belgische Supercup                  | 4x | 2009, 2012, 2013, 2014 |
| Beker van België                    | 1x | 2011                   |
| Individueel                         |    |                        |
| Topschutter in de Première Division | 1x | 2008                   |